# Lokasari
Lokasari is een bestuurslaag in het regentschap Lebong van de provincie Bengkulu, Indonesië. Lokasari telt 532 inwoners (volkstelling 2010).